# Agustín Wright
Agustín Wright (Buenos Aires, 1748-1817) fue un comerciante, militar, político y terrateniente argentino. Fundó el primer saladero establecido en la provincia de Buenos Aires.

## Biografía
Agustín Wright era hijo de Charles Wright y de Marina Prans, hija de una familia de origen escocés y criollo establecida en la ciudad. Su padre nació en Londres y arribó al Río de la Plata con la Compañía del Mar del Sur (The South Sea Company). Agustín Wright contrajo matrimonio con Estanislada Tartaz, hija de una familia vasca. Fueron padres de Agustín Francisco Wright, periodista, historiador y legislador en Buenos Aires.
Las expediciones entre 1749 y 1752 del teniente de gobernador de la ciudad de Santa Fe, Francisco Antonio de Vera Mujica, ordenadas por gobernador de Buenos Aires, José de Andonaegui, dejaron libre de indígenas el territorio de Entre Ríos que comenzó a ser ocupado por terratenientes. Agustín Wright, junto con su hermano Carlos, solicitó en 1775 al gobernador de Buenos Aires en compra las tierras realengas que estaban al sur de la estancia de Ormaechea entre el río Gualeguay y el arroyo Clé en Entre Ríos. Le fueron adjudicadas el 12 de agosto de 1776 y se radicó en el campo La Conchera de 20 leguas cuadradas en la zona de Gualeguay.
A partir de 1777 el cabildo de Buenos Aires comenzó a introducirse en el territorio, que dependía del Cabildo de Santa Fe, pero que no designaba autoridades allí. En 1778 el nuevo virrey Juan José de Vértiz y Salcedo decidió que el territorio comprendido entre el delta del Paraná por el sur, el arroyo Nogoyá por el oeste, el arroyo Raíces, el río Gualeguay, el arroyo Yeruá y el río Uruguay por el este, pasara a depender formalmente del Cabildo de Buenos Aires, siendo nombrado Agustín Wright como comandante militar de la costa del Uruguay. En 1781 intervino en las disputas que ocurrieron entre los pobladores a causa de la ubicación de la nueva parroquia de Gualeguay.
En 1798 Wright abrió el primer saladero de América del Sur, localizado en los alrededores de la ensenada de Barragán. Participó de la defensa de Buenos Aires durante las Invasiones Inglesas, sirviendo como capitán en el Regimiento de Patricios.
En 1813 Agustín Wright fue elegido alcalde de segundo voto en el cabildo de Buenos Aires. Falleció el 2 de agosto de 1817 en Buenos Aires y fue enterrado en el convento de Santo Domingo.